# Gige (Lidia)
Gige (in greco Γύγης, traslitterato Gugēs, in Assiro-Accadico Guggu) (... – VII secolo a.C.) fu il re della Lidia tra il 716 a.C. e il 678 a.C. (o, secondo altre fonti, tra il 680 a.C. e il 644 a.C.).

## Biografia
Salì al trono uccidendo il re Candaule, di cui era la guardia del corpo, e sposando la vedova (secondo le Storie di Erodoto, dopo che il re gli aveva permesso di vedere la moglie senza veli, per confermare che era la donna più bella): diede così origine alla dinastia dei Mermnadi. Durante il suo regno si dedicò al consolidamento del territorio e alla trasformazione del suo Stato in una potenza militare. Spostò la capitale da Hyde a Sardi, sotto la protezione della dea Kybele (Cibele), come racconta Erodoto. In questo periodo la popolazione barbara dei Cimmeri saccheggiò molte città lidie, tranne Sardi.
Gige era figlio di Dascilo, che, richiamato dall'esilio in Cappadocia ad opera del re lidio Mirsilo (chiamato dai greci Candaule, "il cane strangolatore", titolo del corrispondente lidio di Hermes), mandò in Lidia il figlio al posto suo. Gige si diresse in Egitto, mandando le truppe della Caria a lui fedeli insieme a mercenari della Ionia ad aiutare Psammetico a liberarsi del giogo assiro. 
Gige morì in battaglia contro i Cimmeri; gli successe sul trono il figlio Ardis.
Molti studiosi della Bibbia credono che Gige di Lidia corrisponda alla figura biblica di Gog, sovrano di Magog, citato nel libro di Ezechiele e nell'Apocalisse di Giovanni.
La leggenda gli attribuì grandi ricchezze e, solo secondo la versione di Platone, anche un anello dell'invisibilità.